# Ernest Newman

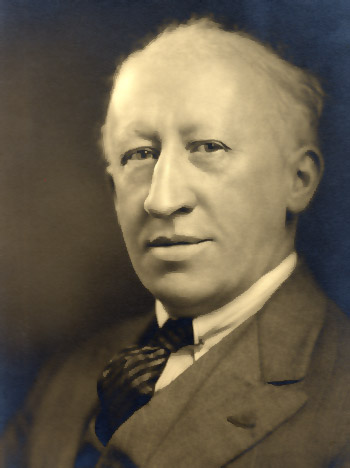
Ernest Newman (um 1905)

Ernest Newman, eigentlich William Roberts (* 30. November 1868 in Liverpool; † 7. Juli 1959 in Tadworth, Surrey) war ein englischer Musikkritiker.

## Leben
William Roberts war der Sohn des aus Wales stammenden Schneidermeisters Seth Roberts und seiner Ehefrau Harriet. Er besuchte die St Saviour’s School im Stadtteil Everton von Liverpool. Nach einem geisteswissenschaftlichen Studium am Liverpool College und am University College Liverpool wollte er in den Indian Civil Service eintreten, musste davon jedoch absehen, da er nicht tropentauglich war. Stattdessen wurde er 1889 Angestellter der Bank of Liverpool. In seiner Freizeit erlernte er neun Sprachen und schrieb für verschiedene Zeitschriften Beiträge zu religiösen, philosophischen, literarischen und musikwissenschaftlichen Themen sowie seine beiden ersten Bücher über Christoph Willibald Gluck und über Richard Wagner. Seine Bücher veröffentlichte er (mit einer Ausnahme, siehe unten) unter dem Pseudonym, unter dem er bekannt wurde: Ernest Newman. Er ließ jedoch seinen amtlichen Namen William Roberts nie ändern.
1894 heiratete Ernest Newman Kate Eleanor Woollett. Nach 14 Jahren als Bankangestellter wurde er 1903 Lehrer für Gesang und Musiktheorie an einer Musikschule in Birmingham. 1905 wurde er Musikkritiker des Manchester Guardian. 1919 zog er nach London und wurde Musikkritiker des Observer.
Ein Jahr darauf wechselte Ernest Newman zur Sunday Times, deren Musikkritiker er bis zu seinem Tode, fast vier Jahrzehnte lang, blieb.

## Musikgeschichtliche Werke
Newman veröffentlichte Monographien zu großen Komponisten der Spätromantik, darunter Franz Liszt, Richard Strauss, Hugo Wolf und Edward Elgar. Am umfangreichsten beschäftigte er sich mit dem Leben und Werk von Richard Wagner.

## Kritik am Sozialdarwinismus
Neben musikgeschichtlichen Büchern veröffentlichte der Freidenker und Darwin-Bewunderer Roberts unter dem Pseudonym Hugh Mortimer Cecil 1897 auch das Werk Pseudo-philosophy at the End of the Nineteenth Century. An irrationalist trio: Kidd-Drummond-Balfour. Darin griff Newman den Sozialdarwinismus – besonders den Sozialdarwinismus in der Form, wie dieser von Benjamin Kidd und Henry Drummond vertreten wurde, – wegen der Vermischung von Evolutionsideen mit ideologisch-religiösem Fortschrittsgedanken und teleologischen Inhalten vehement an. Newman erklärte den Sozialdarwinismus zu einer Pseudowissenschaft.

## Schriften
- 1895 Gluck and the Opera. A study in Musical History
- 1897 Pseudo-philosophy at the End of the Nineteenth Century. An irrationalist trio: Kidd-Drummond-Balfour
- 1899 A Study of Wagner
- 1904 Wagner
- 1904 Richard Strauss. With a Personal Note by A. Kalisch
- 1905 Musical Studies
- 1906 Elgar (Digitalisat)
- 1907 Hugo Wolf
- 1908 Richard Strauss
- 1914 Wagner as Man and Artist (veränderte Neuausgabe 1924)
- 1919 A Musical Motley
- 1920 The Piano-Player and Its Music
- 1923 Solo Singing
- 1925 A Musical Critic’s Holiday
- 1927 The Unconscious Beethoven
- 1928 What to Read on the Evolution of Music
- 1931 Fact and Fiction about Wagner. A Criticism of the „Truth about Wagner“ by P. D. Hurne and W. L. Root
- 1934 The Man Liszt. A study of the tragi-comedy of a soul divided against itself.
- 1933–47 Life of Richard Wagner. 4 Bände
- 1940 Wagner (in der Reihe Novello's Biographies of Great Musicians)
- 1943 Opera Nights
- 1949 Wagner Nights
- 1954 More Opera Nights
- 1956–58 From the World of Music. 3 Bände

Übersetzungen ins Englische
- 1906 On Conducting von Felix Weingartner (Neuausgabe 1925)
- 1911 J. S. Bach von Albert Schweitzer
- 1912ff. Libretti von Richard Wagner:
  - The flying Dutchman (Der fliegende Holländer)
  - Tannhäuser
  - The Ring of the Nibelungs (Der Ring des Nibelungen)
  - Tristan and Isolde
  - The Mastersingers of Nuremberg (Die Meistersinger von Nürnberg)
  - Parsifal
- 1929 Beethoven the Creator von Romain Rolland